# Solanum vacciniiflorum
Solanum vacciniiflorum är en potatisväxtart som beskrevs av Paul Carpenter Standley och Louis Otho Otto Williams. Solanum vacciniiflorum ingår i släktet skattor som ingår i familjen potatisväxter. Inga underarter finns listade i Catalogue of Life.